# Distretto di Haykota
Il distretto di Haykota è uno dei quattordici distretti della regione di Gasc-Barca, in Eritrea. Ha per capoluogo la città di Haykota.